# Adiutricem
Adiutricem è un'enciclica di papa Leone XIII, datata 5 settembre 1895, dedicata al tema del Rosario.
Con questa enciclica il Pontefice invita a pregare con il Rosario per il ritorno dei fratelli separati dell'oriente nell'unica Chiesa e per la concordia tra i popoli. Questo documento costituisce una forte meditazione sulla efficacia della recita del Rosario e ancor più della devozione a Maria come mezzo per ottenere il dono dell'unità della Chiesa.
Inoltre, con questa enciclica il Papa invita a chiamare Maria con il titolo di « Maestra e Regina degli Apostoli ».